# Кікі Вандевей
Ернест Моріс «Кікі» Вандевей III (англ. Ernest Maurice "Kiki" VanDeWeghe III, нар. 1 серпня 1958, Вісбаден, ФРН) — американський професіональний баскетболіст, що грав на позиції легкого форварда за декілька команд НБА. Згодом — баскетбольний тренер та менеджер. З 2013 року — віце-президент НБА з баскетбольних операцій. 

## Ігрова кар'єра
На університетському рівні грав за команду УКЛА (1976–1980). Перед останнім сезоном команду покинули всі її лідери, тому її почали називати «Кікі та діти» (англ. Kiki and the Kids). УКЛА ледве потрапила на турнір «березневого божевілля», проте Вандевей зміг вивести її до фіналу змагань. Але там сильнішив виявився Луїсвільський університет з Дарреллом Гріффітом на чолі.
1980 року був обраний у першому раунді драфту НБА під загальним 11-м номером командою «Даллас Маверікс». Проте він одразу почав вимагати обміну, небажаючи виступати за команду з Далласа. Менеджмент клубу дослухався до нього та обміняв до «Денвер Наггетс». Захищав кольори команди з Денвера протягом наступних 4 сезонів. 1983 та 1984 року обирався до збірної всіх зірок НБА. 13 грудня 1983 року провів найрезультативніший матч у кар'єрі, набравши 51 очко у грі проти «Детройт Пістонс». Цей матч також попав у історію, як найрезультативніший матч в історії НБА, рахунок якого був 186-184. 
З 1984 по 1989 рік грав у складі «Портленд Трейл-Блейзерс», куди був обміняний на Келвіна Нетта, Вейна Купера, Фета Лівера та два драфт-піки. Разом з Клайдом Дрекслером створив динамічний атакуючий дует команди. Проте під час сезону 1987-1988 отримав травму спини та втратив місце у стартовому складі, програвши конкуренцію Джерому Керсі.
1989 року перейшов до «Нью-Йорк Нікс», у складі якої провів наступні 3 сезони своєї кар'єри.
Останньою ж командою в кар'єрі гравця стала «Лос-Анджелес Кліпперс», до складу якої він приєднався 1992 року і за яку відіграв один сезон.

## Статистика виступів в НБА

### Регулярний сезон
| Сезон              | Команда                   | GP  | GS  | MPG  | FG%  | 3P%  | FT%  | RPG | APG | SPG | BPG | PPG  |
| ------------------ | ------------------------- | --- | --- | ---- | ---- | ---- | ---- | --- | --- | --- | --- | ---- |
| 1980–81            | «Денвер Наггетс»          | 51  | –   | 27.0 | .426 | .000 | .818 | 5.3 | 1.8 | 0.6 | 0.5 | 11.5 |
| 1981–82            | «Денвер Наггетс»          | 82  | 78  | 33.8 | .560 | .077 | .857 | 5.6 | 3.0 | 0.6 | 0.4 | 21.5 |
| 1982–83            | «Денвер Наггетс»          | 82  | 79  | 35.5 | .547 | .294 | .875 | 5.3 | 2.5 | 0.8 | 0.5 | 26.7 |
| 1983–84            | «Денвер Наггетс»          | 78  | 71  | 35.1 | .558 | .367 | .852 | 4.8 | 3.1 | 0.7 | 0.6 | 29.4 |
| 1984–85            | «Портленд Трейл-Блейзерс» | 72  | 69  | 34.8 | .534 | .333 | .896 | 3.2 | 1.5 | 0.5 | 0.3 | 22.4 |
| 1985–86            | «Портленд Трейл-Блейзерс» | 79  | 76  | 35.3 | .540 | .125 | .869 | 2.7 | 2.4 | 0.7 | 0.2 | 24.8 |
| 1986–87            | «Портленд Трейл-Блейзерс» | 79  | 79  | 38.3 | .523 | .481 | .886 | 3.2 | 2.8 | 0.7 | 0.2 | 26.9 |
| 1987–88            | «Портленд Трейл-Блейзерс» | 37  | 7   | 28.1 | .508 | .379 | .878 | 2.9 | 1.9 | 0.6 | 0.2 | 20.2 |
| 1988–89            | «Портленд Трейл-Блейзерс» | 18  | 1   | 24.0 | .475 | .421 | .879 | 1.9 | 1.9 | 0.4 | 0.2 | 13.9 |
| 1988–89            | «Нью-Йорк Нікс»           | 27  | 0   | 18.6 | .464 | .300 | .911 | 1.3 | 1.3 | 0.4 | 0.3 | 9.2  |
| 1989–90            | «Нью-Йорк Нікс»           | 22  | 13  | 25.6 | .442 | .526 | .917 | 2.4 | 1.9 | 0.7 | 0.1 | 11.7 |
| 1990–91            | «Нью-Йорк Нікс»           | 75  | 72  | 32.3 | .494 | .362 | .899 | 2.4 | 1.5 | 0.6 | 0.1 | 16.3 |
| 1991–92            | «Нью-Йорк Нікс»           | 67  | 0   | 14.3 | .491 | .394 | .802 | 1.3 | 0.9 | 0.2 | 0.1 | 7.0  |
| 1992–93            | «Лос-Анджелес Кліпперс»   | 41  | 3   | 12.0 | .453 | .324 | .879 | 1.2 | 0.6 | 0.3 | 0.2 | 6.2  |
| Усього за кар'єру  | Усього за кар'єру         | 810 | 548 | 30.3 | .525 | .368 | .872 | 3.4 | 2.1 | 0.6 | 0.3 | 19.7 |
| В іграх усіх зірок | В іграх усіх зірок        | 2   | 0   | 20.0 | .588 | –    | .500 | 3.0 | 1.0 | 0.5 | 0.0 | 10.5 |

### Плей-оф
| Сезон             | Команда                   | GP | GS | MPG  | FG%  | 3P%  | FT%   | RPG | APG | SPG | BPG | PPG  |
| ----------------- | ------------------------- | -- | -- | ---- | ---- | ---- | ----- | --- | --- | --- | --- | ---- |
| 1982              | «Денвер Наггетс»          | 3  | –  | 36.3 | .581 | –    | 1.000 | 6.0 | 3.0 | 0.7 | 1.3 | 22.7 |
| 1983              | «Денвер Наггетс»          | 8  | –  | 39.6 | .544 | .000 | .800  | 6.5 | 4.0 | 0.5 | 0.9 | 26.8 |
| 1984              | «Денвер Наггетс»          | 5  | –  | 36.0 | .510 | .400 | .964  | 4.6 | 4.0 | 1.8 | 1.0 | 25.4 |
| 1985              | «Портленд Трейл-Блейзерс» | 9  | 9  | 34.6 | .538 | .143 | .939  | 3.0 | 1.9 | 0.9 | 0.3 | 22.4 |
| 1986              | «Портленд Трейл-Блейзерс» | 4  | 4  | 37.3 | .580 | .000 | 1.000 | 1.3 | 2.0 | 0.5 | 0.5 | 28.0 |
| 1987              | «Портленд Трейл-Блейзерс» | 4  | 4  | 43.5 | .535 | .250 | .846  | 3.3 | 2.8 | 0.3 | 0.3 | 24.8 |
| 1988              | «Портленд Трейл-Блейзерс» | 4  | 0  | 18.0 | .275 | .000 | 1.000 | 3.3 | 1.8 | 0.3 | 0.0 | 7.8  |
| 1989              | «Нью-Йорк Нікс»           | 9  | 0  | 17.7 | .510 | .375 | .952  | 1.2 | 0.8 | 0.3 | 0.2 | 8.1  |
| 1990              | «Нью-Йорк Нікс»           | 10 | 10 | 23.6 | .419 | .462 | .800  | 1.2 | 1.4 | 0.5 | 0.2 | 7.6  |
| 1991              | «Нью-Йорк Нікс»           | 3  | 3  | 33.0 | .406 | .600 | .880  | 2.7 | 1.3 | 0.3 | 0.0 | 17.0 |
| 1992              | «Нью-Йорк Нікс»           | 8  | 0  | 9.4  | .542 | .800 | .857  | 0.8 | 0.5 | 0.3 | 0.1 | 4.5  |
| 1993              | «Лос-Анджелес Кліпперс»   | 1  | 0  | 9.0  | .333 | –    | –     | 0.0 | 1.0 | 1.0 | 0.0 | 4.0  |
| Усього за кар'єру | Усього за кар'єру         | 68 | 30 | 27.8 | .510 | .345 | .907  | 2.8 | 2.0 | 0.6 | 0.4 | 16.1 |

## Тренерська робота
1999 року розпочав тренерську кар'єру, ставши асистентом головного тренера команди «Даллас Маверікс», в якій пропрацював до 2001 року.
Другим та останнім місцем тренерської роботи була команда «Нью-Джерсі Нетс», головним тренером якої Кікі Вандевеге був з 2009 по 2010 рік.

## Управлінська кар'єра
Після закінчення ігрової кар'єри мав посаду в структурі клубу «Даллас Маверікс» та був відповідальним за розвиток Дірка Новіцкі. 
2001 року отримав посаду генерального менеджера «Денвер Наггетс». Найбільшими його діями було обрання Кармело Ентоні на драфті 2003 року, обмін Маркуса Кембі 2002 року та призначення на посаду головного тренера Джорджа Карла. Проте деякі його трансфери виявились невдалими, серед яких вибір на драфті 2002 року Ніколоза Цкітішвілі, який став розчаруванням та підписання Кенйона Мартіна наприкінці сезону 2003-2004. Після вильоту «Денвера» у першому раунді плей-оф 2006 року клуб оголосив, що не буде продовжувати контракт з Вандевеєм.
31 грудня 2007 року «Нью-Джерсі Нетс» оголосили, що Вандевей приєднується до структури клубу та буде помічником генерального менеджера Рода Торна. Невдовзі й сам зайняв посаду генерального менеджера. Після того, як клуб був придбаний Михайлом Прохоровим, було оголошено, що контракт з Вандевеєм не буде продовжено.
2013 року приєднався до структури НБА. Наразі є віце-президентом ліги з баскетбольних операцій.

### Тренерська статистика
| Команда           | Сезон   | G  | W  | L  | W–L% | Місце              | PG | PW | PL | PW–L% | Результат            |
| ----------------- | ------- | -- | -- | -- | ---- | ------------------ | -- | -- | -- | ----- | -------------------- |
| «Нью-Джерсі Нетс» | 2009–10 | 64 | 12 | 52 | .188 | 5-е в Атлантичному | —  | —  | —  |       | не вийшли до плей-оф |
| Усього            |         | 64 | 12 | 52 | .188 |                    | —  | —  | —  | —     |                      |

## Особисте життя
Вандевей є сином баскетболіста Ерні Вандевея та місс США 1952 Колін Кей Гатчінс. Він також є племінником баскетболіста Мела Гатчінса, а також дядьком тенісистки Коко Вандевей.
Одружений, виховує сина.